# Miszne Tora

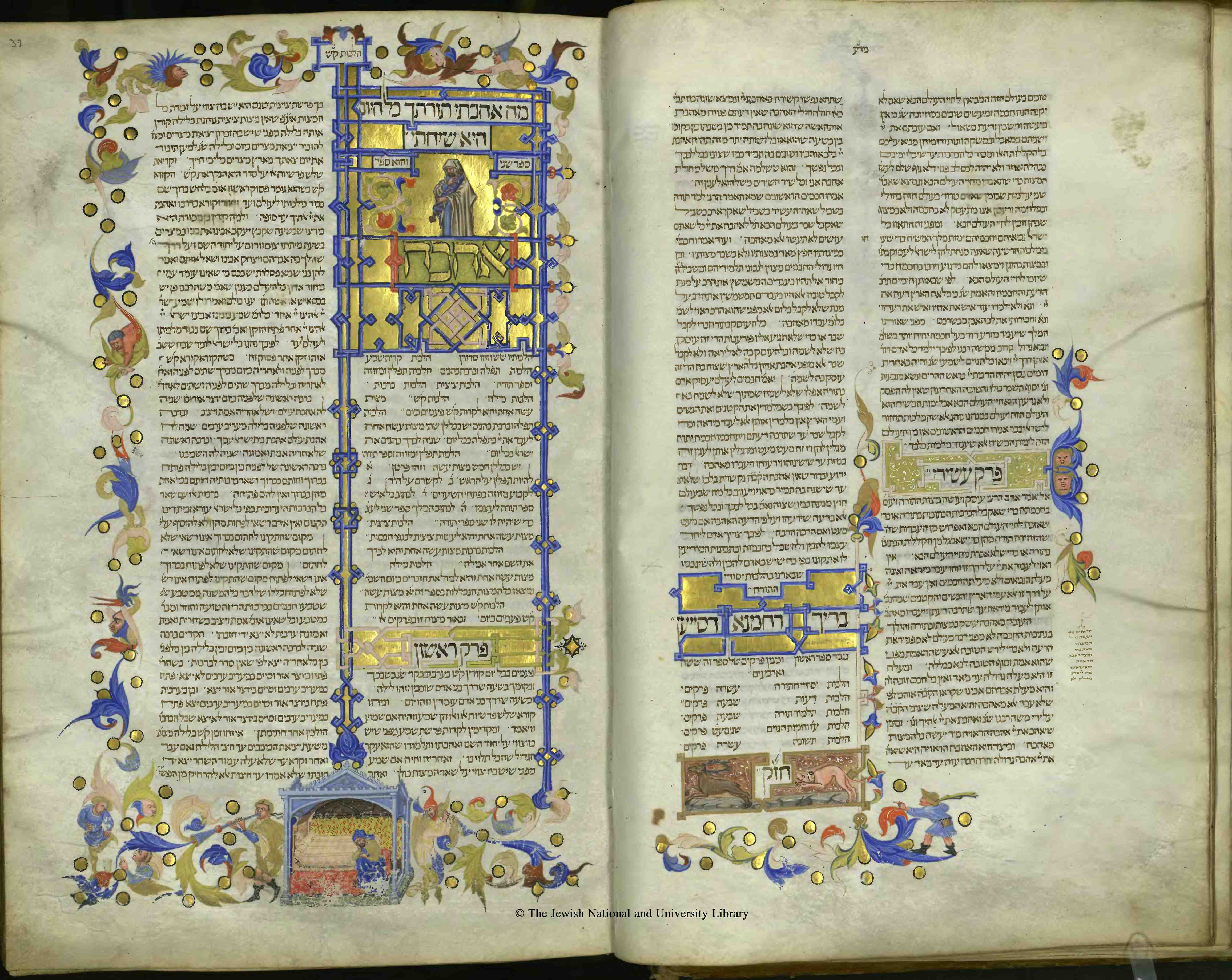
Manuskrypt w Bibliotece Narodowej Izraela

Miszne Tora (Powtórzenie Tory, hebr. משנה תורה), także pod tytułem Jad ha-Chazaka (Silna dłoń, hebr. יד החזקה) – pierwszy, po ukształtowaniu się Talmudu, kodeks systematyzujący prawo żydowskie. Autor, Rabbi Mojżesz Majmonides, pisał swe dzieło w latach 1170–1178, przebywając w Kairze.
Kodeks składa się z 14 ksiąg, podzielonych na sekcje, rozdziały i paragrafy. Do dziś stanowi jedyne posttalmudyczne opracowanie wszystkich aspektów przepisów judaizmu, włącznie z prawami dotyczącymi składania ofiar w Świątyni Jerozolimskiej.